# Rubiks Uhr

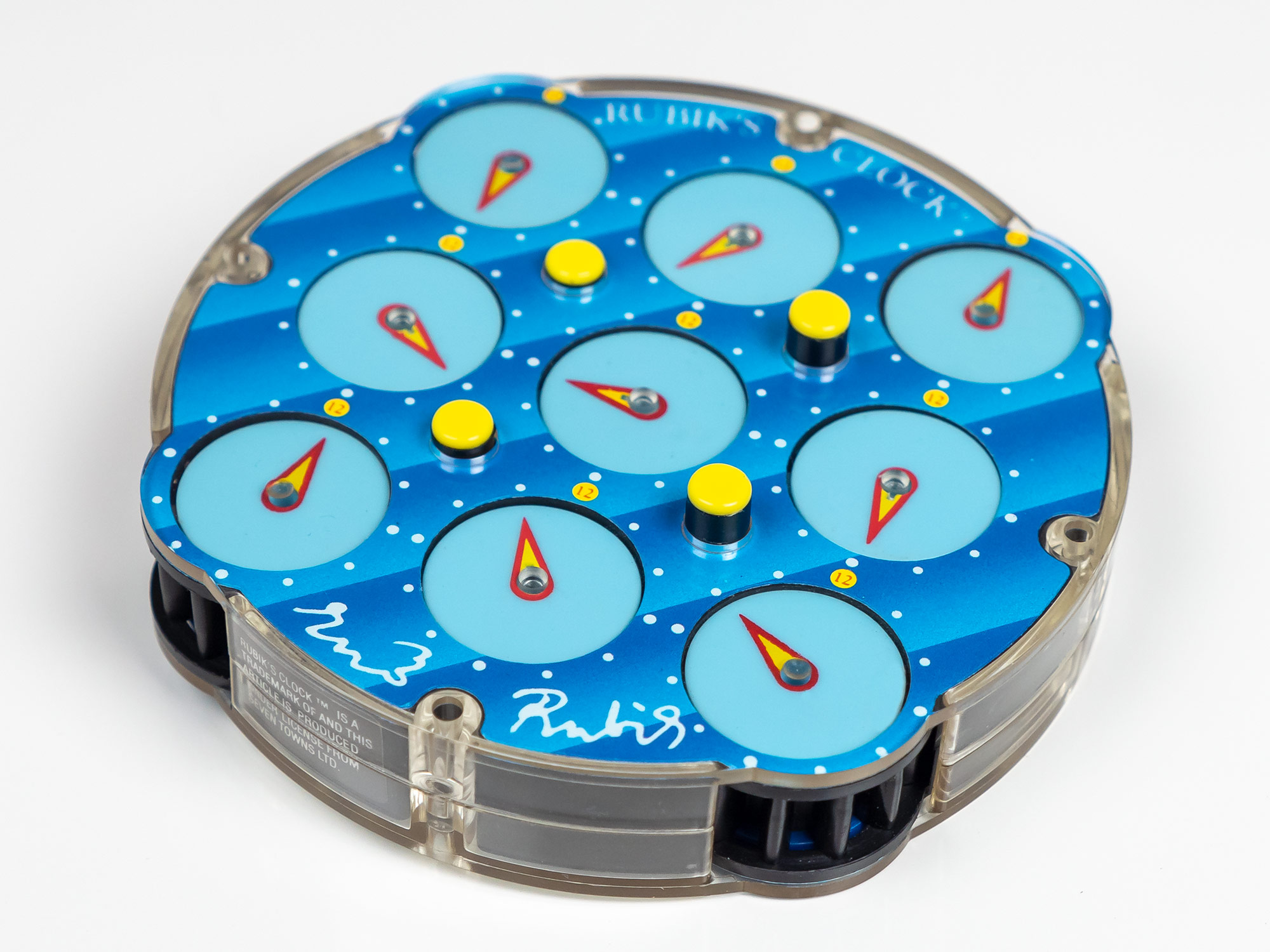
Rubiks Clock Matchbox 1988

Rubiks Uhr ist ein mechanisches Geduldsspiel, das 1988 von Christopher C. Wiggs und Christopher J. Taylor erfunden und patentiert wurde. Der ungarische Bildhauer und Architekturprofessor Ernő Rubik erwarb das Patent, um das Produkt unter seinem Namen zu vermarkten; es war allerdings bei weitem nicht so erfolgreich wie der von ihm erfundene Zauberwürfel (Rubik’s Cube). Hersteller der Uhr war Matchbox.
Das auch Rubik’s Clock genannte Spiel besteht aus einem zwei Zentimeter dicken Gehäuse, hinter dem sich die Mechanik verbirgt. Auf der Vorder- und Rückseite des Spiels (eine Seite ist dunkelblau, eine Seite in hellblau gehalten) sind jeweils neun Uhren mit einem Stundenzeiger zu finden, der auf volle Stunden eingestellt werden kann. Um die zentrale Uhr (Uhr 5) paaren sich vier Druckknöpfe, die entweder hervorstehen oder in das Gehäuse gedrückt werden können. Ist ein Knopf auf der einen Seite des Gehäuses eingedrückt, so steht er auf der anderen Seite des Gehäuses hervor. Die Eckuhren (1, 3, 7 und 9) können durch seitlich am Gehäuse befindliche Einstellräder verstellt werden.
Die Eckuhren haben jeweils eine direkte mechanische Verbindung zwischen Vorder- und Rückseite, daher gibt es nicht 18, sondern nur 14 unabhängige Uhren: 5 auf der Vorderseite, 5 auf der Rückseite und die 4 Eck-Uhren, die somit doppelt vorhanden sind.

## Ziel des Spiels
Ziel des Spiels ist es, die auf beiden Seiten befindlichen 3×3 Uhren alle auf die Uhrzeit 12 Uhr einzustellen. Es gibt jedoch auch andere Zielvarianten.
Je nach gedrückten Knöpfen drehen sich beim Verstellen eines der Einstellräder eine unterschiedliche Anzahl und Kombination von Uhren. Bei allen Uhren sowie auch den Druckknöpfen handelt es sich um Zahnräder, die ineinander greifen. Steht also ein Druckknopf nach vorne hinaus, so verbindet das dahinter liegende Zahnrad die vier angrenzenden Uhren dieser Seite. So verbundene Uhren drehen sich also gemeinsam. Stehen zum Beispiel alle vier Knöpfe nach vorne heraus, so drehen sich auch alle Uhren der vorderen Seite. Gleichzeitig sind jedoch auf der Rückseite der Uhr alle Knöpfe eingedrückt; dort drehen sich daher nur die vier Eckuhren.
Es gibt 1214 ≈ 1,28 Billiarden Kombinationsmöglichkeiten, da das Spiel 14 unabhängige Uhren besitzt.
Trotz dieser scheinbar hohen Komplexität ist das Spiel jedoch weitaus einfacher zu lösen als der Zauberwürfel. Da es genügt, eine einzige Taktik zu erlernen, haben auch Kinder ohne Anleitung eine Chance, während beim Zauberwürfel eine Reihe von Algorithmen und Vorgehensweisen beherrscht werden wollen.

## Rekorde
Der aktuelle Weltrekord für das Lösen von Rubiks Uhr beträgt 1,86 Sekunden und wurde von Lachlan Gibson bei A New Year in Auckland 2025 aufgestellt.
Den Weltrekord für die Durchschnittszeit beim fünfmaligen Lösen der Rubiks Clock (dabei fließen die beste und die schlechteste der fünf Zeiten nicht in den Durchschnitt mit ein, so dass drei Lösungen gewertet werden) hält Volodymyr Kapustianskyi mit 2,39 Sekunden, aufgestellt bei Grand Forks 2024.

## Notation
Das Puzzle wird so ausgerichtet, dass die 12-Uhr-Position oben ist und eine beliebige Seite vorne. Folgende Züge sind möglich:
Knopf-Bewegungen:
- UR (oben-rechts): Bewege den Knopf oben rechts nach oben.
- DR (unten-rechts): Bewege den Knopf unten rechts nach oben.
- DL (unten-links): Bewege den Knopf unten links nach oben.
- UL (oben-links): Bewege den Knopf oben links nach oben.
- U (beide oben): Bewege beide Knöpfe oben nach oben.
- R (beide rechts): Bewege beide Knöpfe rechts nach oben.
- D (beide unten): Bewege beide Knöpfe unten nach oben.
- L (beide links): Bewege beide Knöpfe links nach oben.
- ALL (alle): Bewege alle Knöpfe nach oben.

Rad-Bewegungen:
- X+ (X im Uhrzeigersinn): Drehe das Rad neben einem nach oben bewegten Knopf X-mal im Uhrzeigersinn, dann bewege alle Knöpfe nach unten.
- X- (X gegen den Uhrzeigersinn): Drehe das Rad neben einem nach oben bewegten Knopf X-mal gegen den Uhrzeigersinn, dann bewege alle Knöpfe nach unten.

Puzzle-Rotation:
- y2: Drehe das Puzzle auf die andere Seite so, dass 12 Uhr oben bleibt, und bewege dann alle Knöpfe nach unten.